# ملعب البنك الوطني الأول
ملعب البنك الوطني الأول (بالإنجليزية: FNB Stadium) المعروف سابقًا باسم ملعب مدينة كرة القدم (بالإنجليزية: Soccer City)، هو ملعب كرة قدم بني في 1987 بمدينة جوهانسبرغ في جنوب أفريقيا، يسع لاحتصان 94,700 متفرج (ثالث أكبر ملعب في أفريقيا من حيث عدد المقاعد). وأجري له أعمال توسعة وصيانة لتجهيزه لمونديال 2010 منذ 2007 مما زاد في حصته من المقاعد. ولعبت على أرضيته معظم الأحداث الكبرى في كرة القدم في جنوب أفريقيا. بما في ذلك من خلال استضافة مباراة الافتتاح والمباراة النهائية لكأس العالم 2010.

## التاريخ

### التجديد لنهائيات كأس العالم لكرة القدم 2010
- بعد أن تم الكشف عن اسم الدولة المنظمة لكأس العالم وهي جنوب أفريقيا، بدأت عملية تجديد بعض ملاعبها وبناء أخرى وكان منها ملعب سوكر سيتي الذي بني عام 1987 وكان يتسع ل80،000 متفرج والقدرة الآن تستطيع الوصول إلى 94,700 في نهاية عملية التجديد بدأت في عام 2007.

وقد أتت فكرة تصميم الملعب من إيحاء اتى بعد خروج الذهب من مدينة الذهب وأصبحت جنوب أفريقيا اناء لمختلف الحضارات والثقافات
و هذا الإناء أراد مصمموا الملعب أن يكون الملعب على شكل ما يسمـى (قـرع العسل) وهي ثمرة تكون أشبه إلى اليقطين في شكلها ويستخدمها السكان بعد تجويفها في وضع الجعة ووضع هذا التصميم لإبراز الثمرة المقدسة للعالم أجمع.

## مباريات كأس العالم

### كأس العالم 2010
| التاريخ       | الفريق الأول | النتيجة           | الفريق الثاني  | الجولة                          | الحضور |
| ------------- | ------------ | ----------------- | -------------- | ------------------------------- | ------ |
| 11 يونيو 2010 | جنوب إفريقيا | 1–1               | المكسيك        | دور المجموعات، المجموعة الأولى  | 84,490 |
| 14 يونيو 2010 | هولندا       | 2–0               | الدنمارك       | دور المجموعات، المجموعة الخامسة | 83,465 |
| 17 يونيو 2010 | الأرجنتين    | 4–1               | كوريا الجنوبية | دور المجموعات، المجموعة الثانية | 82,174 |
| 20 يونيو 2010 | البرازيل     | 3–1               | ساحل العاج     | دور المجموعات، المجموعة السابعة | 84,455 |
| 23 يونيو 2010 | غانا         | 0–1               | ألمانيا        | دور المجموعات، المجموعة السابعة | 83,391 |
| 27 يونيو 2010 | الأرجنتين    | 3–1               | المكسيك        | دور الـ16                       | 84,377 |
| 2 يوليو 2010  | الأوروغواي   | 1–1 (4–2 ر.ت.)    | غانا           | ربع النهائي                     | 84,017 |
| 11 يوليو 2010 | هولندا       | 1–0 (بعد التمديد) | إسبانيا        | النهائي                         | 84,490 |

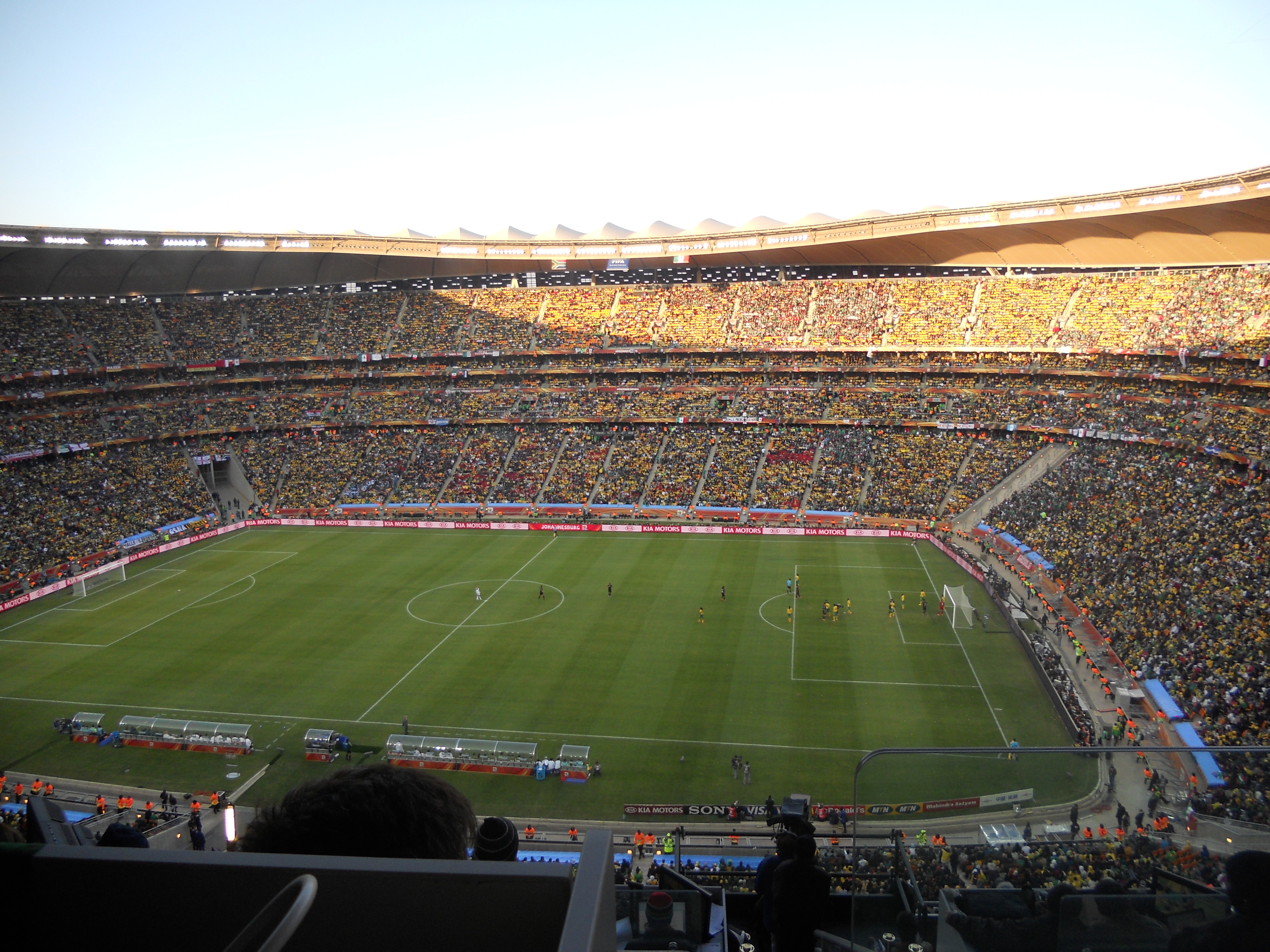
مباراة كرة القدم في كأس العالم 2010 بين جنوب أفريقيا والمكسيك نهارا.

## مراسم تأبين نيلسون مانديلا
تم تنظيم مراسيم تأبين الزعيم الجنوب أفريقي نيلسون مانديلا في الملعب في 10 ديسمبر 2013 بعد خمسة أيام من وفاته بحضور حوالي 90 رئيس وزعيم عالمي إضافة إلى عشرات القادة السياسيين والمشاهير.

## الأحداث
- كأس الأمم الأفريقية لكرة القدم 1996.
- بطولة كأس العالم لكرة القدم 2010.